# Gustav Wilhelm Körber

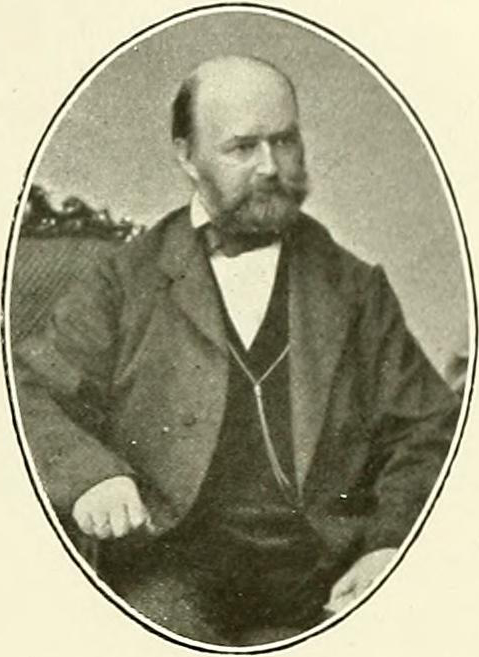
Gustav Wilhelm Körber, um 1865

Gustav Wilhelm Körber (* 10. Januar 1817 in Hirschberg, Schlesien; † 27. Juli 1885 in Breslau) war ein preußischer, deutscher Botaniker (Lichenologe). Sein offizielles botanisches Autorenkürzel lautet „Körb.“

## Leben
Körber studierte Botanik ab 1835 in Breslau und ab 1838 in Berlin und wurde 1839 promoviert (De gonidis lichenum). Danach war er ab 1842 Lehrer für Naturgeschichte am Elisabeth-Gymnasium in Breslau und ab 1862 Privatlehrer. 1873 wurde er Professor für Botanik in Breslau.
Er befasste sich mit Flechten vor allem aus Schlesien und Mitteleuropa, aber auch aus dem übrigen Europa, dem Mittelmeerraum und arktischen Regionen. Neben Flechten befasste er sich auch zum Beispiel mit Moosen.
Die Flechten-Gattungen Koerberia und Koerberiella sind ihm zu Ehren benannt.
1851 wurde er Mitglied der Leopoldina.

## Schriften
- Grundriss der Kryptogamenkunde, Breslau 1848
- Systema lichenum Germaniae: Die Flechten Deutschlands (insbesondere Schlesiens), Breslau: Trewendt und Granier 1855
- Parerga lichenologica: Ergänzungen zum Systema lichenum Germaniae, Breslau: Trewendt 1865
- mit Emanuel Weiss: Lichenen aus Istrien, Dalmatien und Albanien, 1867
- Lichenen Spitzbergens und Novaja-Semlja's, auf der Graf Wilczek'schen Expedition, 1872
- mit J. Friedrich Caflisch, Gottfried Deisch: Übersicht über die Flora von Augsburg, Augsburg 1850